# آلا ليسينكو
آلا ليسينكو (الأوكرانية: Алла Михайлівна Лисенко؛ مواليد 31 مايو 1969 في أوكرانيا) هي مجدف ولاعبة كرة طائرة أوكرانيا. شاركت في الألعاب البارالمبية الصيفية 2012.

## وصلات خارجية
- آلا ليسينكو على موقع الاتحاد الدولي للتجديف (الإنجليزية)
- آلا ليسينكو على موقع Paralympic.org (الإنجليزية)
- آلا ليسينكو على موقع IPC.InfostradaSports.com (مؤرشف) (الإنجليزية)